# Stadion Wetzlar
Het Stadion Wetzlar is een voetbal- en atletiekstadion in de Duitse stad Wetzlar. Het is de thuishaven van het voetbalelftal van Eintracht Wetzlar. Het stadion ligt direct naast de Lahn in het centrum van Wetzlar en heeft 8.000 plaatsen.